# La Vérité presque nue
Pour les articles homonymes, voir La Vérité nue (homonymie) et The Naked Truth.
Pour plus de détails, voir Fiche technique et Distribution.
La Vérité presque nue (The Naked Truth) est un film britannique réalisé par Mario Zampi, sorti en 1957.

## Synopsis
Nigel Dennis publie un magazine à scandales. Son personnage se double d'un maître chanteur car, pour chaque histoire scabreuse dont il est l'auteur, il approche au préalable la personne dont le comportement scandaleux est décrit (ou plutôt insinué, pour éviter les poursuites en diffamation) et lui dit qu'il supprimera l'histoire en échange d'une compensation financière. Dans un premier temps, plusieurs de ses victimes décident de le tuer au lieu de payer, mais leurs plans échouent lamentablement. Ils prennent ensuite conscience que, pour protéger leurs secrets aux uns comme aux autres, ils doivent se liguer, mais avec une visée toute différente…

## Fiche technique
- Titre : La Vérité presque nue
- Titre original : The Naked Truth
- Réalisation : Mario Zampi
- Scénario : Michael Pertwee
- Images : Stanley Pavey, assisté de Gerry Turpin (cadreur)
- Musique : Stanley Black
- Décors : Ivan King
- Montage : Bill Lewthwaite
- Production : Mario Zampi et Giulio Zampi
- Pays d'origine : Royaume-Uni
- Format : Noir et Blanc
- Genre cinématographique : Comédie
- Durée : 91 minutes
- Date de sortie :
  - 3 décembre 1957  Royaume-Uni (Londres)
  - 18 décembre 1957  France
  - 27 juin 1958  Allemagne de l'Ouest
  - 30 juin 1958  États-Unis (New York)

## Distribution
- Terry-Thomas : lord Henry Mayley
- Peter Sellers : Sonny MacGregor
- Peggy Mount : Flora Ransom
- Shirley Eaton : Melissa Right
- Dennis Price : Nigel Dennis
- Georgina Cookson : Lady Lucy Mayley
- Joan Sims : Ethel Ransom
- Miles Malleson : le révérand Cedric Bastable
- Kenneth Griffith : Porter
- Moultrie Kelsall : Mactavish
- Wilfrid Lawson (non crédité) : Walter, le contestataire au show télévisé
- Ronald Adam : Chimiste